# Andrena mentzeliae
Andrena mentzeliae är en biart som beskrevs av Cockerell 1897. Andrena mentzeliae ingår i släktet sandbin, och familjen grävbin. Inga underarter finns listade i Catalogue of Life.